# Cathédrale de l'Immaculée-Conception d'Albany
Pour les articles homonymes, voir Cathédrale de l'Immaculée-Conception.
La cathédrale de l'Immaculée-Conception (Cathedral of the Immaculate Conception) est la cathédrale catholique du diocèse catholique d'Albany dans l'État de New York. Elle se trouve à Albany (Eagle Street), devant l'Empire State Plaza. C'est un monument inscrit au Registre national des lieux historiques depuis 1976.

## Historique

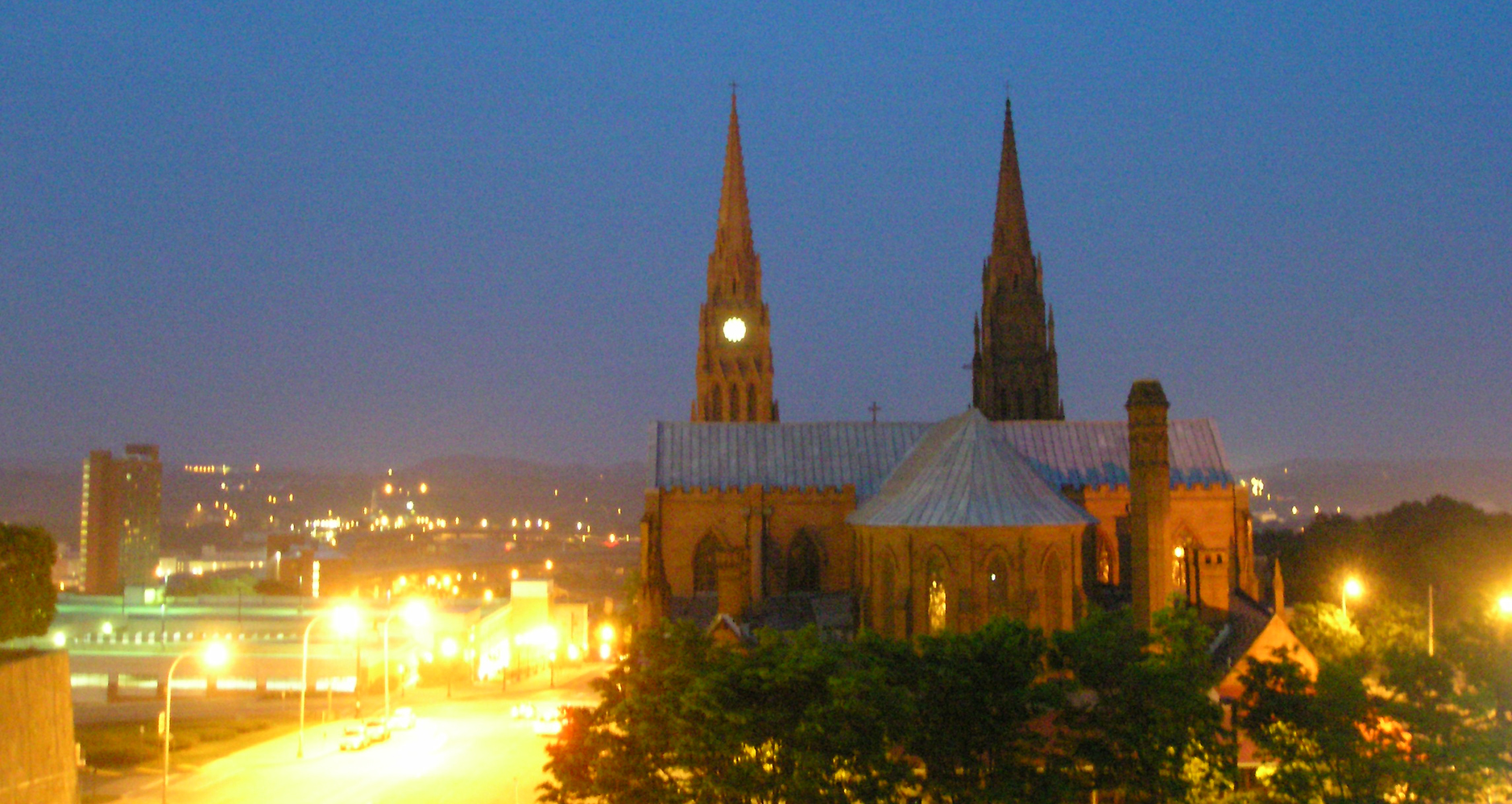
Les tours de la cathédrale de nuit.

La cathédrale de style néogothique est construite entre 1848 et 1852 par Patrick Keely (en) et consacrée en 1852 par John Hughes (en) (1797-1864), archevêque de New York. Son premier évêque, John McCloskey (1847-1865), était évêque coadjuteur de New York avec droits de succession et s'installa donc à New York en 1865, après la mort de Hughes, laissant le siège vacant pendant de longs mois. L'intérieur de l'église est recouvert de plâtre et de lattes et peint en trompe-l'œil pour donner l'impression de pierres.

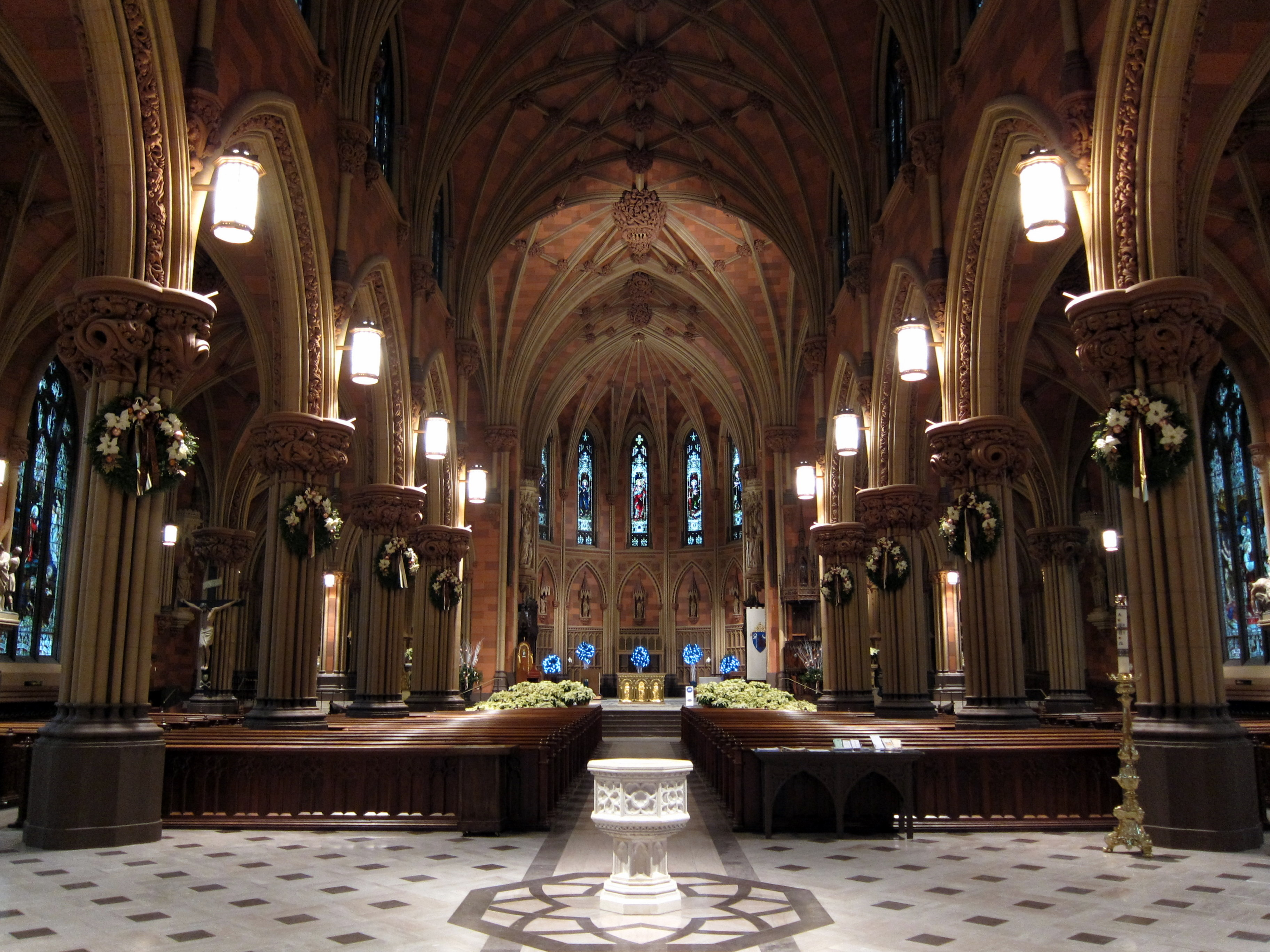
La nef.

Le vitrail représentant la vie de la Vierge Marie se trouvait auparavant au fond de la cathédrale qui était plat, et a été déplacé au transept nord, lorsque l'abside abritant le chœur a été construite. La crypte abrite les sépultures d'évêques du diocèse.
La cathédrale a été restaurée de l'an 2000 à 2009 pour un coût de trente millions de dollars, par appel de fonds privés.

## Note
- (en) Cet article est partiellement ou en totalité issu de l’article de Wikipédia en anglais intitulé « Cathedral of the Immaculate Conception (Albany, New York) » (voir la liste des auteurs).